# Campeonato Europeo de Baloncesto Femenino de 2011
El XXXIII Campeonato Europeo de Baloncesto Femenino se celebró en Polonia entre el 18 de junio y el 3 de julio de 2011 bajo la denominación EuroBasket Femenino 2011. El evento fue organizado por la Federación Europea de Baloncesto (FIBA Europa) y la Federación Polaca de Baloncesto.
Un total de dieciséis selecciones nacionales afiliadas a FIBA Europa compitieron por el título de campeón europeo, cuyo anterior portador era el equipo de Francia, vencedor del EuroBasket 2009. 
La selección de Rusia se adjudicó la medalla de oro al derrotar en la final al equipo de Turquía con un marcador de 59-42. En el partido por el tercer puesto el conjunto de Francia venció al de la República Checa.

## Sedes
| Foto | Grupo      | Ciudad    | Instalación      | Capacidad |
| ---- | ---------- | --------- | ---------------- | --------- |
|      | A y E      | Bydgoszcz | Arena Łuczniczka | 8000      |
|      | B y F      | Katowice  | Arena Spodek     | 11 500    |
|      | Fase final | Łódź      | Arena Łódź       | 11 500    |

## Grupos
| Grupo A    | Grupo B         | Grupo C    | Grupo D |
| ---------- | --------------- | ---------- | ------- |
| Lituania   | Bielorrusia     | Montenegro | Croacia |
| Rusia      | República Checa | Polonia    | Francia |
| Eslovaquia | Gran Bretaña    | España     | Grecia  |
| Turquía    | Israel          | Alemania   | Letonia |

## Primera fase
- Todos los partidos en la hora local de Polonia (UTC+2).

### Grupo A
| Equipo     | J | G | P | PF  | PC  | DP | PTS |
| ---------- | - | - | - | --- | --- | -- | --- |
| Lituania   | 3 | 2 | 1 | 186 | 179 | +7 | 5   |
| Rusia      | 3 | 2 | 1 | 212 | 207 | +5 | 5   |
| Turquía    | 3 | 1 | 2 | 199 | 204 | -5 | 4   |
| Eslovaquia | 3 | 1 | 2 | 183 | 190 | -7 | 4   |

- Resultados

| Fecha | Hora  | Partido¹   | Partido¹ | Partido¹   | Resultado |
| ----- | ----- | ---------- | -------- | ---------- | --------- |
| 18.06 | 12:30 | Turquía    | -        | Lituania   | 58-64     |
| 18.06 | 18:00 | Rusia      | -        | Eslovaquia | 68-66     |
| 19.06 | 12:30 | Eslovaquia | -        | Turquía    | 60-76     |
| 19.06 | 18:00 | Lituania   | -        | Rusia      | 76-64     |
| 20.06 | 12:30 | Eslovaquia | -        | Lituania   | 57-46     |
| 20.06 | 18:00 | Turquía    | -        | Rusia      | 65-80     |

- (¹) – Todos en Bydgoszcz.

### Grupo B
| Equipo          | J | G | P | PF  | PC  | DP  | PTS |
| --------------- | - | - | - | --- | --- | --- | --- |
| República Checa | 3 | 3 | 0 | 199 | 163 | +36 | 6   |
| Bielorrusia     | 3 | 2 | 1 | 185 | 148 | +37 | 5   |
| Gran Bretaña    | 3 | 1 | 2 | 159 | 166 | -7  | 4   |
| Israel          | 3 | 0 | 3 | 148 | 214 | -66 | 3   |

- Resultados

| Fecha | Hora  | Partido¹        | Partido¹ | Partido¹        | Resultado |
| ----- | ----- | --------------- | -------- | --------------- | --------- |
| 18.06 | 15:00 | Bielorrusia     | -        | Gran Bretaña    | 55-40     |
| 18.06 | 20:30 | República Checa | -        | Israel          | 72-56     |
| 19.06 | 15:00 | Israel          | -        | Bielorrusia     | 41-68     |
| 19.06 | 20:30 | Gran Bretaña    | -        | República Checa | 45-60     |
| 20.06 | 15:00 | Gran Bretaña    | -        | Israel          | 74-51     |
| 20.06 | 20:30 | República Checa | -        | Bielorrusia     | 67-62     |

- (¹) – Todos en Bydgoszcz.

### Grupo C
| Equipo     | J | G | P | PF  | PC  | DP  | PTS |
| ---------- | - | - | - | --- | --- | --- | --- |
| Montenegro | 3 | 3 | 0 | 212 | 174 | +38 | 6   |
| España     | 3 | 2 | 1 | 214 | 198 | +16 | 5   |
| Polonia    | 3 | 1 | 2 | 191 | 208 | -17 | 4   |
| Alemania   | 3 | 0 | 3 | 193 | 230 | -37 | 3   |

- Resultados

| Fecha | Hora  | Partido¹   | Partido¹ | Partido¹   | Resultado |
| ----- | ----- | ---------- | -------- | ---------- | --------- |
| 18.06 | 12:30 | España     | -        | Alemania   | 79-69     |
| 18.06 | 18:00 | Polonia    | -        | Montenegro | 53-70     |
| 19.06 | 12:30 | Montenegro | -        | España     | 66-57     |
| 19.06 | 18:00 | Alemania   | -        | Polonia    | 60-75     |
| 20.06 | 12:30 | Alemania   | -        | Montenegro | 64-76     |
| 20.06 | 18:00 | Polonia    | -        | España     | 63-78     |

- (¹) – Todos en Katowice.

### Grupo D
| Equipo  | J | G | P | PF  | PC  | DP  | PTS |
| ------- | - | - | - | --- | --- | --- | --- |
| Letonia | 3 | 2 | 1 | 183 | 184 | -1  | 5   |
| Francia | 3 | 2 | 1 | 206 | 154 | +52 | 5   |
| Croacia | 3 | 1 | 2 | 166 | 216 | -50 | 4   |
| Grecia  | 3 | 1 | 2 | 185 | 186 | -1  | 4   |

- Resultados

| Fecha | Hora  | Partido¹ | Partido¹ | Partido¹ | Resultado |
| ----- | ----- | -------- | -------- | -------- | --------- |
| 18.06 | 15:00 | Grecia   | -        | Letonia  | 67-57     |
| 18.06 | 20:30 | Francia  | -        | Croacia  | 86-40     |
| 19.06 | 15:00 | Croacia  | -        | Grecia   | 65-63     |
| 19.06 | 20:30 | Letonia  | -        | Francia  | 59-56     |
| 20.06 | 15:00 | Croacia  | -        | Letonia  | 61-67     |
| 20.06 | 20:30 | Grecia   | -        | Francia  | 55-64     |

- (¹) – Todos en Katowice.

## Segunda fase
- Todos los partidos en la hora local de Polonia (UTC+2).

Clasifican los tres mejores equipos de cada grupo y se distribuyen en dos grupos: el E con los tres primeros de los grupos A y B, y el F con los tres primeros de los grupos C y D. Cada equipo inicia esta segunda fase con los puntos que consiguieron en la primera fase, exceptuando los obtenidos en el partido con el equipo eliminado.

### Grupo E
| Equipo          | J | G | P | PF  | PC  | DP  | PTS |
| --------------- | - | - | - | --- | --- | --- | --- |
| República Checa | 5 | 4 | 1 | 301 | 286 | +15 | 9   |
| Lituania        | 5 | 4 | 1 | 331 | 298 | +33 | 9   |
| Rusia           | 5 | 3 | 2 | 326 | 317 | +9  | 8   |
| Turquía         | 5 | 2 | 3 | 303 | 313 | -10 | 7   |
| Bielorrusia     | 5 | 2 | 3 | 285 | 291 | -6  | 7   |
| Gran Bretaña    | 5 | 0 | 5 | 264 | 305 | -41 | 5   |

- Resultados

| Fecha | Hora  | Partido¹        | Partido¹ | Partido¹        | Resultado |
| ----- | ----- | --------------- | -------- | --------------- | --------- |
| 23.06 | 15:30 | Gran Bretaña    | -        | Lituania        | 63-64     |
| 23.06 | 18:00 | Bielorrusia     | -        | Rusia           | 62-51     |
| 23.06 | 20:30 | Turquía         | -        | República Checa | 51-56     |
| 25.06 | 15:30 | Gran Bretaña    | -        | Turquía         | 57-64     |
| 25.06 | 18:00 | Rusia           | -        | República Checa | 69-55     |
| 25.06 | 20:30 | Lituania        | -        | Bielorrusia     | 68-50     |
| 27.06 | 15:30 | Rusia           | -        | Gran Bretaña    | 62-59     |
| 27.06 | 18:00 | República Checa | -        | Lituania        | 63-59     |
| 27.06 | 20:30 | Bielorrusia     | -        | Turquía         | 56-65     |

- (¹) – Todos en Bydgoszcz.

### Grupo F
| Equipo     | J | G | P | PF  | PC  | DP  | PTS |
| ---------- | - | - | - | --- | --- | --- | --- |
| Montenegro | 5 | 5 | 0 | 364 | 308 | +56 | 10  |
| Letonia    | 5 | 3 | 2 | 315 | 310 | +5  | 8   |
| Francia    | 5 | 3 | 2 | 347 | 281 | +66 | 8   |
| Croacia    | 5 | 2 | 3 | 300 | 361 | -61 | 7   |
| España     | 5 | 2 | 3 | 327 | 340 | -13 | 7   |
| Polonia    | 5 | 0 | 5 | 279 | 332 | -53 | 5   |

- Resultados

| Fecha | Hora  | Partido¹   | Partido¹ | Partido¹   | Resultado |
| ----- | ----- | ---------- | -------- | ---------- | --------- |
| 22.06 | 15:30 | Croacia    | -        | Montenegro | 60-81     |
| 22.06 | 18:00 | Polonia    | -        | Letonia    | 53-62     |
| 22.06 | 20:30 | Francia    | -        | España     | 79-55     |
| 24.06 | 15:30 | España     | -        | Letonia    | 66-57     |
| 24.06 | 18:00 | Croacia    | -        | Polonia    | 64-56     |
| 24.06 | 20:30 | Montenegro | -        | Francia    | 73-68     |
| 26.06 | 15:30 | Francia    | -        | Polonia    | 58-54     |
| 26.06 | 18:00 | España     | -        | Croacia    | 71-75     |
| 26.06 | 20:30 | Letonia    | -        | Montenegro | 70-74     |

- (¹) – Todos en Katowice.

## Fase final
- Todos los partidos en la hora local de Polonia (UTC+2).

|  | Cuartos de final | Cuartos de final |         |                 | Semifinales | Semifinales |                 |              | Final        | Final      |  |
|  | 29 y 30 de junio | 29 y 30 de junio |         |                 | 1 de julio  | 1 de julio  |                 |              | 3 de julio   | 3 de julio |  |
|  |                  |                  |         |                 |             |             |                 |              |              |            |  |
|  |                  |                  |         |                 |             |             |                 |              |              |            |  |
|  | República Checa  | 79               |         |                 |             |             |                 |              |              |            |  |
|  | República Checa  | 79               |         |                 |             |             |                 |              |              |            |  |
|  | Croacia          | 63               |         |                 |             |             |                 |              |              |            |  |
|  | Croacia          | 63               |         | República Checa | 53          |             |                 |              |              |            |  |
|  |                  |                  |         | República Checa | 53          |             |                 |              |              |            |  |
|  |                  |                  | Rusia   | 85              |             |             |                 |              |              |            |  |
|  | Letonia          | 72               | Rusia   | 85              |             |             |                 |              |              |            |  |
|  | Letonia          | 72               |         |                 |             |             |                 |              |              |            |  |
|  | Rusia            | 83               |         |                 |             |             |                 |              |              |            |  |
|  | Rusia            | 83               |         |                 |             |             |                 | Rusia        | 59           |            |  |
|  |                  |                  |         |                 |             |             |                 | Rusia        | 59           |            |  |
|  |                  |                  | Turquía | 42              |             |             |                 |              |              |            |  |
|  | Lituania         | 58               | Turquía | 42              |             |             |                 |              |              |            |  |
|  | Lituania         | 58               |         |                 |             |             |                 |              |              |            |  |
|  | Francia          | 66               |         |                 |             |             |                 |              |              |            |  |
|  | Francia          | 66               |         | Francia         | 62          |             |                 | Tercer lugar | Tercer lugar |            |  |
|  |                  |                  |         | Francia         | 62          |             |                 | Tercer lugar | Tercer lugar |            |  |
|  |                  |                  | Turquía | 68              |             |             |                 |              |              |            |  |
|  | Montenegro       | 44               | Turquía | 68              |             |             | República Checa | 56           |              |            |  |
|  | Montenegro       | 44               |         |                 |             |             | República Checa | 56           |              |            |  |
|  | Turquía          | 56               |         |                 |             |             |                 |              | Francia      | 63         |  |
|  | Turquía          | 56               |         |                 |             |             |                 |              | Francia      | 63         |  |
|  |                  |                  |         |                 |             |             |                 |              |              |            |  |

### Cuartos de final
| Fecha | Hora  | Partido¹        | Partido¹ | Partido¹ | Resultado |
| ----- | ----- | --------------- | -------- | -------- | --------- |
| 29.06 | 18:00 | Letonia         | -        | Rusia    | 72-83     |
| 29.06 | 20:30 | República Checa | -        | Croacia  | 79-63     |
| 30.06 | 18:00 | Montenegro      | -        | Turquía  | 44-56     |
| 30.06 | 20:30 | Lituania        | -        | Francia  | 58-66     |

- (¹) – Todos en Łódź.

### Semifinales
| Fecha | Hora  | Partido¹        | Partido¹ | Partido¹ | Resultado |
| ----- | ----- | --------------- | -------- | -------- | --------- |
| 01.07 | 18:00 | República Checa | -        | Rusia    | 53-85     |
| 01.07 | 20:30 | Francia         | -        | Turquía  | 62-68     |

- (¹) – En Łódź.

### Tercer lugar
| Fecha | Hora  | Partido¹        | Partido¹ | Partido¹ | Resultado |
| ----- | ----- | --------------- | -------- | -------- | --------- |
| 03.07 | 18:00 | República Checa | -        | Francia  | 56-63     |

### Final
| Fecha | Hora  | Partido¹ | Partido¹ | Partido¹ | Resultado |
| ----- | ----- | -------- | -------- | -------- | --------- |
| 03.07 | 20:30 | Rusia    | -        | Turquía  | 59-42     |

- (¹) – En Łódź.

### Partidos de clasificación
5.º a 8.º lugar
| Fecha | Hora  | Partido¹ | Partido¹ | Partido¹   | Resultado |
| ----- | ----- | -------- | -------- | ---------- | --------- |
| 30.06 | 15:30 | Croacia  | -        | Letonia    | 84-75     |
| 01.07 | 15:30 | Lituania | -        | Montenegro | 59-68     |

- (¹) –  En Łódź.

Séptimo lugar
| Fecha | Hora  | Partido¹ | Partido¹ | Partido¹ | Resultado |
| ----- | ----- | -------- | -------- | -------- | --------- |
| 02.07 | 18:00 | Letonia  | -        | Lituania | 56-75     |

- (¹) –  En Łódź.

Quinto lugar
| Fecha | Hora  | Partido¹ | Partido¹ | Partido¹   | Resultado |
| ----- | ----- | -------- | -------- | ---------- | --------- |
| 02.07 | 20:30 | Croacia  | -        | Montenegro | 73-59     |

- (¹) –  En Łódź.

## Medallero
| Rusia | Turquía | Francia |
| Svetlana Abrosimova Olga Arteshina Yevgeniya Beliakova Yelena Danilochkina Ilona Korstin Marina Kuzina Natalia Miasoyedova Irina Osipova Tatiana Popova Liudmila Sapova Mariya Stepanova Tatiana Vidmer | Işıl Alben Gülşah Akkaya Bahar Çağlar Naile Çırak Seda Erdoğan Yasemin Horasan Şaziye İvegin Nilay Kartaltepe Nevin Nevlin Tuğba Palazoğlu Birsel Vardarlı Nevriye Yılmaz | Clémence Beikes Aurélie Bonnan Jennifer Digbeu Céline Dumerc Émilie Gomis Sandrine Gruda Marion Laborde Edwige Lawson-Wade Florence Lepron Nwal-Endéné Miyem Emmeline Ndongue Isabelle Yacoubou |
| Boris Sokolovski (seleccionador) | Ceyhun Yıldızoğlu (seleccionador) | Pierre Vincent (seleccionador) |

## Estadísticas

### Clasificación general
| 1. Rusia           |
| 2. Turquía         |
| 3. Francia         |
| 4. República Checa |
| 5. Croacia         |
| 6. Montenegro      |
| 7. Lituania        |
| 8. Letonia         |
| 9. Bielorrusia     |
| 9. España          |
| 11. Polonia        |
| 11. Gran Bretaña   |
| 13. Alemania       |
| 13. Eslovaquia     |
| 13. Grecia         |
| 13. Israel         |

### Máxima anotadora
| N.º | Jugadora          | País            | Puntos |
| --- | ----------------- | --------------- | ------ |
| 1   | Iva Perovanović   | Montenegro      | 131    |
| 2   | Elīna Babkina     | Letonia         | 130    |
| 3   | Sandra Mandir     | Croacia         | 129    |
| 4   | Kateřina Elhotová | República Checa | 128    |
| 5   | Nevriye Yılmaz    | Turquía         | 123    |

Fuente: 

### Equipo más anotador
| N.º | Equipo     | Puntos |
| --- | ---------- | ------ |
| 1   | Rusia      | 621    |
| 2   | Montenegro | 611    |
| 3   | Francia    | 602    |
| 4   | Croacia    | 585    |
| 5   | Letonia    | 575    |

Fuente: 